# Sandform
Sandform är en gjutteknik i första hand avsedd för gjutning av metall och ibland glas. Sandformen består av hårt packad sand som binds samman av ett bindemedel, vanligtvis någon form av olja. Gjutformen är ej användbar till mer än en gjutning vid ett tillfälle. Materialet i själva gjutformen går att återvinna för att sedan användas igen i skapandet av en ny form. För att sandformen inte skall klibba fast i det original som ska kopieras så används vanligtvis ett släppmedel som kallas nikt (eller lämplig ersättare med liknande egenskaper).
För att göra formen packas sand hårt runt en modell som liknar ena sidan av det föremål som skall framställas, modellen är dock något större än det färdiga föremålet, så mycket som behövs för att kompensera för materialets krympning. Modellen ligger på ett brätt, på brättet finns även ingötsystem som skall leda smältan fram till formkaviteten. När sandformen lyfts av brättet har man skapat en halva av formen. Man fortsätter på samma sätt med formens andra halva. Sandformarna hålls fast i en ram som kallas formflaska. Innan formhalvorna läggs ihop kan man lägga i sandkärnor. Kärnorna kan skapa inre håligheter i den färdiga detaljen eller skapa annars omöjliga geometrier som till exempel motsläpp. Ibland kan kärnorna behöva stöd inuti formen, så kallade kärnpallar av metall, dessa smälter och förenas med smältan under gjutningen. Sandkärnorna har förberetts tidigare i sina egna formar som kallas för kärnlådor. När man har formhalvorna är sandformen klar för gjutning. Man häller i den smälta metallen och låter formen stå till dess metallen stelnat. Då slås formen sönder, till exempel på ett skakbord. För att ytterligare rengöra gjutgodset kan det blästras, exempelvis i en slungbläster. Det är vanligt att gjutämnena grundmålas till exempel genom doppmålning. Gjutgodset kan innehålla gjutgrader som kan behöva avlägsnas i en rensningsoperation.
För att sandformen inte skall rasa sönder när man lyfter den från brättet, släppning, förser man alltid sådana ytor med en släppvinkel mot normalen till delningsplanet. Den vinkel som behövs beror på metod, material och på om det är en inneryta eller en ytteryta. För gjutning i hårda formar, till exempel pressgjutning eller formsprutning, behövs släppningen på grund av att det gjutna materialet krymper under stelningsförloppet. Släppningen behöver därför vara större på invändiga ytor eftersom gjutgodset annars skulle krympa fast på formen. För gjutning i sandformar behövs släppvinkeln för att kompensera för sandens bristande hållfasthet, en liten geometri, släpplängd kräver en större släppvinkel för att inte sandformen skall rasa sönder.